# Cabernet Dorio
Cabernet Dorio ist eine deutsche, gezüchtete Rotweinsorte. Sie entstand aus einer Kreuzung der Sorten Blaufränkisch und Dornfelder. Die ursprünglichen Angaben der Züchter Helmut Schleip und Bernd H.E. Hill, es handele sich um eine Kreuzung von Dornfelder und Cabernet Sauvignon, konnten in der Zwischenzeit durch eine DNA-Analyse widerlegt werden.
Sie wurde 1971 von der Staatlichen Lehr- und Versuchsanstalt für Wein- und Obstbau in Weinsberg vorgestellt. 33 Jahre später erfolgte der Eintrag in die Sortenliste. Im Februar 1998 wurde der Sortenschutz beim Bundessortenamt beantragt. Die Rebe verfügt über eine gute Winterhärte, geschmacklich bestehen Parallelen zum Cabernet Sauvignon. Im Jahr 2006 gab es in Deutschland eine bestockte Rebfläche von 30 Hektar. Die bestockte Rebfläche verringerte sich auf 26 ha im Jahr 2022, wobei der Anbauschwerpunkt in Rheinland-Pfalz liegt (17 ha).  In der Schweiz waren im Jahr 2008 rund 0,3 ha Rebfläche  mit Cabernet Dorio bestockt. Für das Jahr 2022 werden keine Bestände in der Schweiz angegeben.
Aus der gleichen Kreuzung entstammen die Rebsorten Cabernet Dorsa und Acolon. Cabernet Dorio ist eine Varietät der Edlen Weinrebe (Vitis vinifera). Sie besitzt zwittrige Blüten und ist somit selbstfruchtend. Beim Weinbau wird der ökonomische Nachteil vermieden, keinen Ertrag liefernde, männliche Pflanzen anbauen zu müssen.

## Verbreitung
In Deutschland waren im Jahr 2023 25 ha mit der Rebsorte Cabernet Dorio bestockt.
| Weinbaugebiet        | Fläche ha 2023 |
| Summe Deutschland    | 25,0           |
| -------------------- | -------------- |
| Ahr                  | 00-,0          |
| Baden                | 001,0          |
| Franken              | 001,0          |
| Hessische Bergstraße | 000,0          |
| Mittelrhein          | 00-,0          |
| Mosel                | 000,0          |
| Nahe                 | 001,0          |
| Pfalz                | 09,0           |
| Rheingau             | 000,0          |
| Rheinhessen          | 06,0           |
| Saale-Unstrut        | 000,0          |
| Sachsen              | 000,0          |
| Württemberg          | 6,0            |